# Jóannes Patursson
Jóannes Patursson (Kirkjubøur, 1866. május 6. – Kirkjubøur, 1946. augusztus 2.) feröeri gazda, költő és nacionalista politikus.
Jóannes dédunokája volt a feröeri nemzeti hősnek, Nólsoyar Pállnak. Öccse, Sverre Patursson jelentős író, nővére, Súsanna Helena Patursson pedig az első feröeri feminista volt.

## Pályafutása

### Történelmi háttér

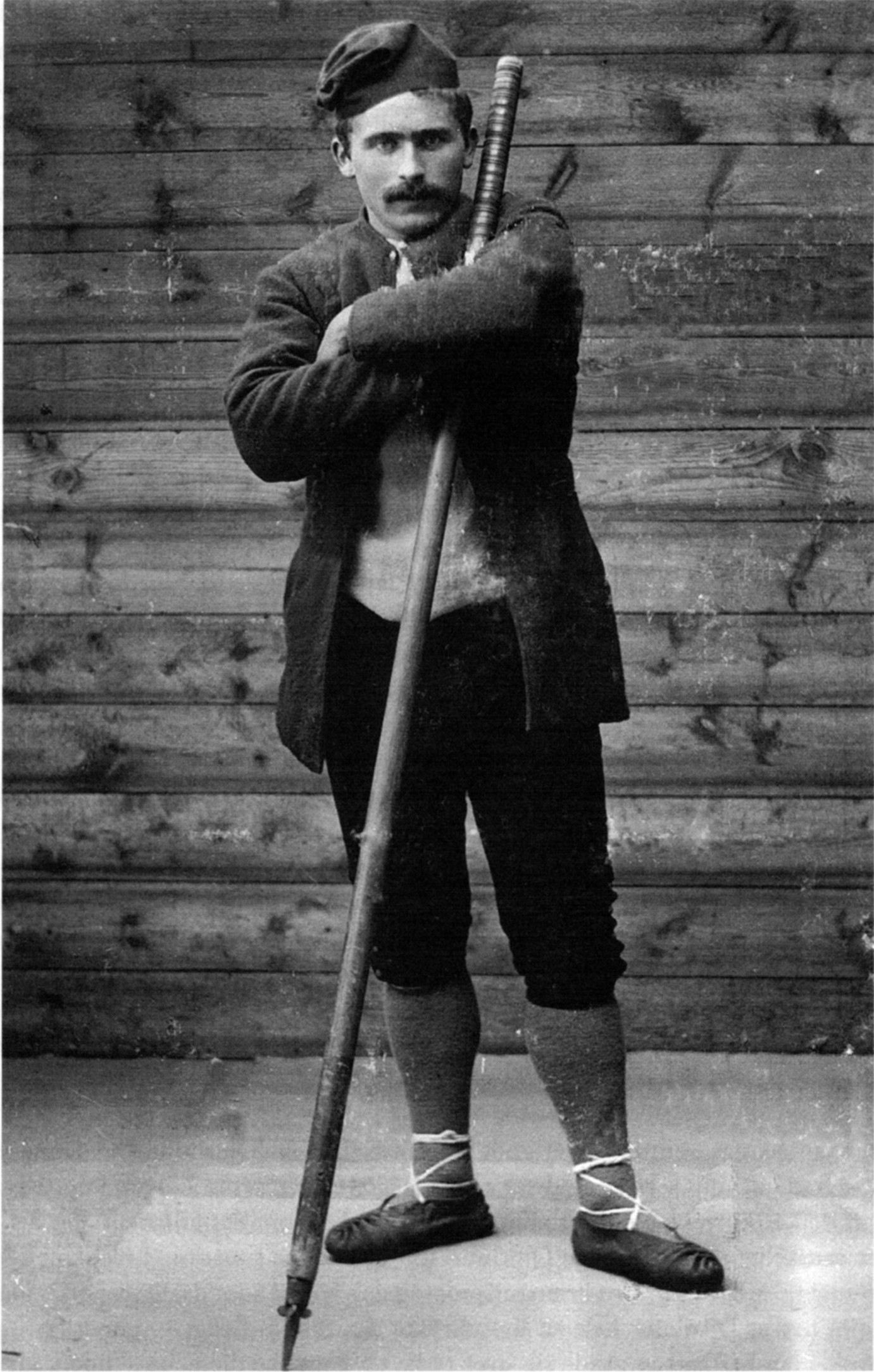
Jóannes Patursson

Jóannes 1866-ban született a kirkjubøuri királyi gazda legidősebb fiaként. A kirkjubøuri királyi gazdaság a 11. század óta működik; a reformáció előtt a feröeri püspökség székhelye volt, majd miután az egyházi földeket III. Keresztély királyi tulajdonba vette, egészen napjainkig a legnagyobb királyi hűbérbirtok Feröeren.
A fiatal Jóannes ebben a történelmi környezetben nőtt fel, ahol az ősi hagyományokat évszázadokon át őrizték. A kvøldseta (esti gyűlés), ahol történeteket meséltek és balladákat énekeltek, a táncestek a feröeri lánctánccal és Feröer legfontosabb gazdaságának hagyományokkal teli élete fogékonnyá tették őt a gazdag feröeri és skandináv kulturális örökségre.
Norvégiában végzett mezőgazdasági iskolát, ahol nagy hatással volt rá a norvégok küzdelme nyelvük megőrzéséért, amelyre – különösen a sűrűn lakott keleti területeken – olyan nagy befolyással volt a dán nyelv, hogy egészen hasonlóvá vált hozzá. Feröeren ugyanez volt a helyzet, mivel még nem volt feröeri nyelvtan, és a dán volt a hivatalos, egyházi és oktatási nyelv. A hivatalos emberek és az új felsőosztály nyelve, különösen Tórshavnban, a dán volt.

### Nemzeti öntudatra ébredés
Az európai nemzeti-romantikus áramlatok a 19. század első felében Feröerre is eljutottak. A királyi kereskedelmi monopólium 1856-os megszüntetését követően a szigetek robbanásszerű kulturális és gazdasági fejlődésen mentek keresztül, és középkori agrártársadalomból modern halásznemzetté váltak.
A nyelvi áttörés 1888-ban következett be, amikor a feröeri kulturális élet neves alakjai összehívták a karácsonyi találkozót. Céljuk az volt, hogy kiálljanak a feröeri nyelv és kultúra mellett, és megőrizzék azokat. A résztvevők lelkesen támogatták azt, hogy kidolgozzák a szabványos feröeri nyelvtant, és terjesszék nyelvészeti elképzeléseiket a szigeteken. A találkozó egyik résztvevője a 22 éves Jóannes Patursson volt. Az alkalomra egy verset is írt, azonban túl félénk volt, hogy előadja, így Rasmus Christoffer Effersøe költő és mezőgazdasági tanácsadó olvasta fel. A „Nú er tann stundin komin til handa” (Most eljött az óra) című vers hatása elsöprő volt: bár irodalmi értéke meg sem közelíti Patursson későbbi műveiét, a vers a feröeri nyelv és kultúra megőrzésének szimbóluma lett.